# چندضلعی مقعر

نمونه‌ای از یک چندضلعی مقعر (کاو).

چندضلعی مقعر یا چندضلعی کاو (انگلیسی: Concave polygon) یک چند ضلعی ساده است که کوژ (محدب) نباشد، به عبارت دیگر یک مجموعه محدب (کوژ) را تشکیل ندهد. یک چند ضلعی کاو (مقعر) قابل قسمت به دو یا چند چند ضلعی کوژ است. یک چندضلعی مقعر همیشه حداقل یک زاویه داخلی بازتابی وجود دارد. به این معنا که زاویه‌ای با اندازه‌ای بین ۱۸۰ درجه تا کمتر از ۳۶۰ درجه داریم. 

## ویژگی‌های چند ضلعی کاو (مقعر)
- دست کم یکی از زاویه‌های داخلی آن بیشتر از ۱۸۰ درجه است.
- خط واصل بین دو نقطه دلخواه از داخل چند ضلعی لزوماً به‌طور کامل داخل چند ضلعی قرار نمی‌گیرد.
- اگر یکی از اضلاع را ادامه بدهیم شکل را به دوقسمت تقسیم می‌کند (شکل را قطع می‌کند)

برخی از خطوط که شامل نقاط داخلی یک چندضلعی مقعر هستند، با مرز آن در بیش از دو نقطه تلاقی دارند. برخی از قطرهای یک چندضلعی مقعر به صورت جزئی یا کاملاً در بیرون چندضلعی قرار می‌گیرند. برخی از اضلاع یک چندضلعی مقعر نمی‌توانند صفحه را به دو نیم‌صفحه تقسیم کنند که یکی از آن‌ها به طور کامل چندضلعی را در بر گیرد. هیچ‌یک از این سه گزاره برای چندضلعی محدب صادق نیست.
همانند هر چندضلعی ساده، مجموع زاویه‌های داخلی یک چندضلعی مقعر برابر است با π×(n − 2) رادیان، یا معادل ۱۸۰×(n − 2) درجه (°)، که در آن n تعداد اضلاع است.
همیشه می‌توان یک چندضلعی مقعر را به مجموعه‌ای از چندضلعی‌های محدب تقسیم کرد. یک الگوریتم با زمان چندجمله‌ای برای یافتن تجزیه به کمترین تعداد ممکن از چندضلعی‌های محدب توسط چازل و دوبکین (۱۹۸۵) توصیف شده است.[۵]
یک مثلث هرگز نمی‌تواند مقعر باشد، اما برای هر n > 3 چندضلعی‌های مقعر با n ضلع وجود دارند. نمونه‌ای از چهارضلعی مقعر، پیکان است.
حداقل یک زاویه داخلی وجود دارد که همه رئوس دیگر را در لبه‌ها و داخل خود در بر نمی‌گیرد.
پوسته محدب رئوس چندضلعی مقعر و لبه‌های آن شامل نقاطی است که در بیرون چندضلعی قرار دارند.